# Liopholis striata
Espèce
Synonymes
- Egernia striata Sternfeld, 1919

Statut de conservation UICN

 LC  : Préoccupation mineure
Liopholis striata est une espèce de sauriens de la famille des Scincidae.

## Répartition
Cette espèce est endémique d'Australie. Elle se rencontre en Australie-Occidentale, dans le Territoire du Nord et en Australie-Méridionale.

## Description
C'est un saurien vivipare.

## Publication originale
- Sternfeld, 1919 : Neue Schlangen und Echsen aus Zentralaustralien. Senckenbergiana, vol. 1, p. 76-83 (texte intégral).